# Glazbena nagrada Léonie Sonning
Glazbena nagrada Léonie Sonning (dan. Léonie Sonnings musikpris) najprestižnija je danska međunarodna nagrada, koju uspješnim skladateljima i glazbenicima dodjeljuje Glazbena zaklada Léonie Sonning (Léonie Sonnings Musikfond). Nagrada je prvi puta dodijeljena Igoru Stravinskom 1959. godine, a dobitnika, odnosno dobitnicu od 1965. bira Upravni odbor Zaklade. Nagrađeni umjetnici dobivaju diplomu, novčani iznos od 600.000 danskih kruna (oko 80.000 eura) i monotipiju danske slikarice Maje Lise Engelhardt. Nagrada im se najčešće uručuje prigodom njihova koncerta u Kopenhagenu, a često ih se poziva i da održe kakvo predavanje ili seminar mladim danskim glazbenicima.
Glazbena zaklada Léonie Sonning dodjeljuje i stipendije mladim skandinavskim glazbenicima, podupirući njihovo školovanje i stručno usavršavanje. 
Postoji još jedna nagrada sličnoga imena: Nagrada Sonning (dan. Sonningprisen). Nju u ime Zaklade Sonning i njezina utemeljitelja Carla Johana Sonninga zaslužnim piscima, teolozima, državnicima, kazališnim i filmskim umjetnicima te djelatnicima u području kulture dodjeljuje Sveučilište u Kopenhagenu. Tu nagradu ne treba brkati s Glazbenom nagradom Léonie Sonning.

## Dobitnici i dobitnice
| - 1959. – Igor Stravinski - 1965. – Leonard Bernstein - 1966. – Birgit Nilsson - 1967. – Witold Lutosławski - 1968. – Benjamin Britten - 1969. – Boris Hristov - 1970. – Sergiu Celibidache - 1971. – Arthur Rubinstein - 1972. – Yehudi Menuhin - 1973. – Dmitri Shostakovitch - 1974. – Andrés Segovia - 1975. – Dietrich Fischer-Dieskau - 1976. – Mogens Wöldike - 1977. – Olivier Messiaen - 1978. – Jean-Pierre Rampal - 1979. – Janet Baker - 1980. – Marie-Claire Alain - 1981. – Mstislav Rostropovič - 1982. – Isaac Stern - 1983. – Rafael Kubelík - 1984. – Miles Davis - 1985. – Pierre Boulez - 1986. – Svjatoslav Richter - 1987. – Heinz Holliger - 1988. – Peter Schreier - 1989. – Gidon Kremer - 1990. – György Ligeti - 1991. – Eric Ericson | - 1992. – Georg Solti - 1993. – Nikolaus Harnoncourt - 1994. – Krystian Zimerman - 1995. – Jurij Bašmet - 1996. – Per Nørgård - 1997. – András Schiff - 1998. – Hildegard Behrens - 1999. – Sofija Gubajdulina - 2000. – Michala Petri - 2001. – Anne-Sophie Mutter - 2002. – Alfred Brendel - 2003. – György Kurtág - 2004. – Keith Jarrett - 2005. – John Eliot Gardiner - 2006. – Yo-Yo Ma - 2007. – Lars Ulrik Mortensen - 2008. – Arvo Pärt - 2009. – Daniel Barenboim - 2010. – Cecilia Bartoli - 2011. – Kaija Saariaho - 2012. – Jordi Savall - 2013. – Sir Simon Rattle - 2014. – Martin Fröst - 2015. – Thomas Adès - 2016. – Herbert Blomstedt - 2017. – Leonidas Kavakos - 2018. – Mariss Jansons - 2019. – Hans Abrahamsen |

## Vanjske poveznice
- Službena stranica Glazbene zaklade Léonie Sonning (dan.) (engl.)